# Lekkoatletyka na Letnich Igrzyskach Olimpijskich 1964 – bieg na 800 m kobiet
Bieg na 800 metrów kobiet podczas XVIII Letnich Igrzysk Olimpijskich w Tokio rozegrano 18 (eliminacje), 19 (półfinały) i 20 października (finał) 1964 na Stadionie Olimpijskim w Tokio. Zwyciężczynią została Brytyjka Ann Packer, która na tych samych igrzyskach wywalczyła srebrny medal w biegu na 400 metrów. Packer ustanowiła w finale nowy rekord świata czasem 2:01,1

## Rekordy

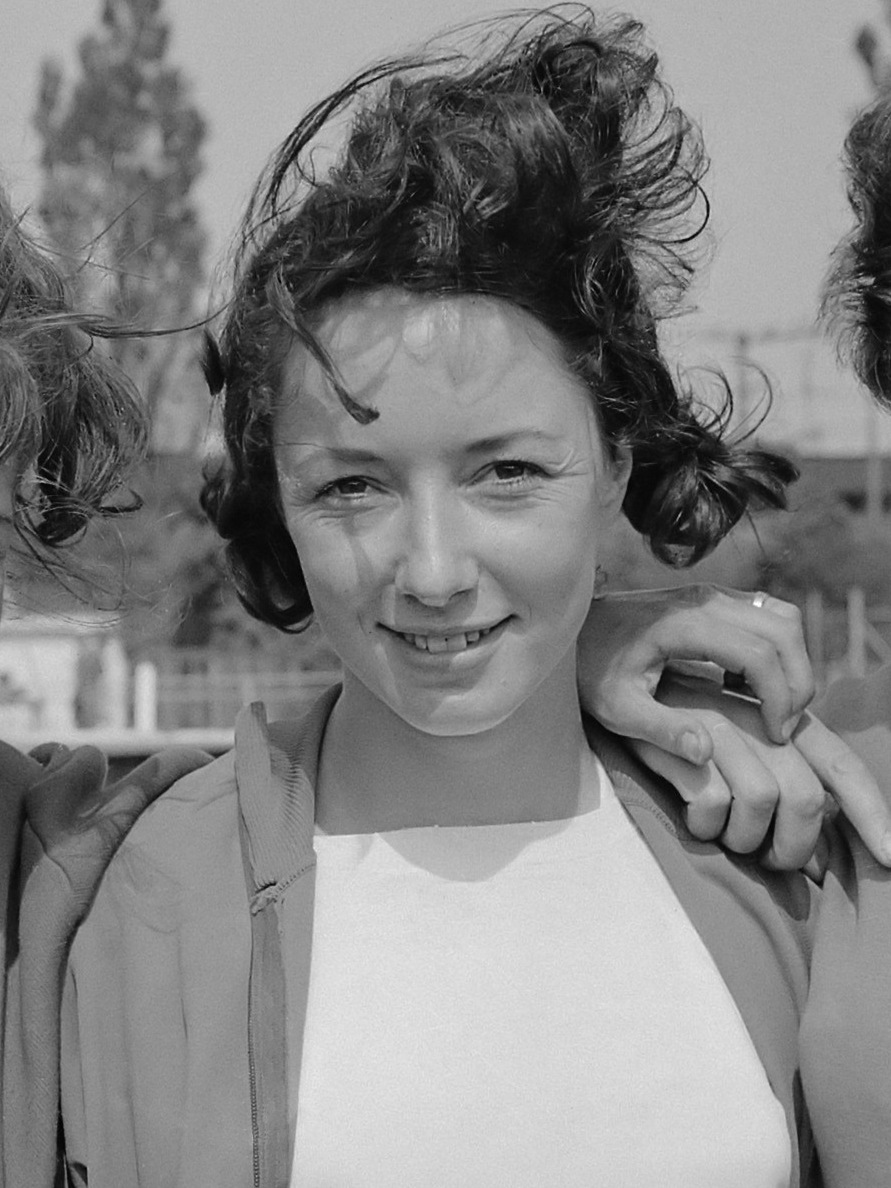
Ann Packer

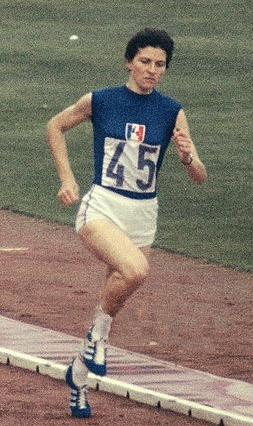
Maryvonne Dupureur

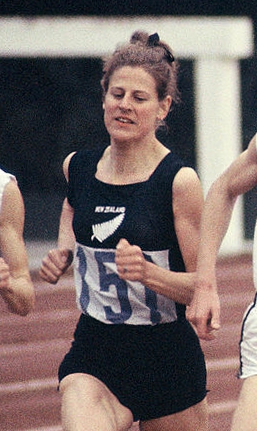
Marise Chamberlain

|                   | zawodniczka      | narodowość     | czas   | data                 | miejsce   |
| ----------------- | ---------------- | -------------- | ------ | -------------------- | --------- |
| Rekord świata     | Sin Kim-dan      | Korea Północna | 1:58,0 | 5 września 1964(dts) | Pjongjang |
| Rekord świata     | Dixie Willis     | Australia      | 2:01,2 | 3 marca 1962(dts)    | Perth     |
| Rekord olimpijski | Ludmiła Szewcowa | ZSRR           | 2:04,3 | 7 września 1960(dts) | Rzym      |

## Wyniki
| Poz. - pozycja |
| – rekord świata \| – rekord krajowy \| – rekord życiowy \| = – wyrównany rekord życiowy \| · – najlepszy wynik w sezonie \| = – wyrównany najlepszy wynik w sezonie \| – rekord olimpijski |
| Fn – falstart \| DNF – nie ukończyła \| DNS – nie wystartowała \| DSQ – zdyskwalifikowana                                                                                                  |

### Eliminacje
Rozegrano trzy biegi eliminacyjnych. Do półfinałów awansowały po pięć najlepszych zawodniczki z każdego biegu (Q) oraz jedna z najlepszym czasem spośród pozostałych (q).

#### Bieg 1
| Poz. | Zawodniczka        | Narodowość      | Rezultat | Uwagi |
| ---- | ------------------ | --------------- | -------- | ----- |
| 1    | Maryvonne Dupureur | Francja         | 2:04,5   | Q     |
| 2    | Marise Chamberlain | Nowa Zelandia   | 2:06,8   | Q     |
| 3    | Zsuzsa Szabó       | Węgry           | 2:07,7   | Q     |
| 4    | Wiera Muchanowa    | ZSRR            | 2:08,8   | Q     |
| 5    | Ann Packer         | Wielka Brytania | 2:12,6   | Q     |
| 6    | Waltraud Kaufmann  | Niemcy          | 2:14,6   |       |
| 7    | Jette Andersen     | Dania           | 2:15,2   |       |
| 8    | Abby Hoffman       | Kanada          | 2:17,4   |       |

#### Bieg 2
| Poz. | Zawodniczka            | Narodowość        | Rezultat | Uwagi |
| ---- | ---------------------- | ----------------- | -------- | ----- |
| 1    | Mary Hodson            | Wielka Brytania   | 2:08,5   | Q     |
| 2    | Anita Wörner           | Niemcy            | 2:08,6   | Q     |
| 3    | Zoja Skobcowa          | ZSRR              | 2:08,6   | Q     |
| 4    | Gerda Kraan            | Holandia          | 2:09,8   | Q     |
| 5    | Maeve Kyle             | Irlandia          | 2:11,3   | Q     |
| 6    | Sandy Knott            | Stany Zjednoczone | 2:12,2   |       |
| 7    | Ramdzangijn Aldaa-nysz | Mongolia          | 2:21,1   |       |
| –    | Dixie Willis           | Australia         | DNS      |       |

#### Bieg 3
| Poz. | Zawodniczka         | Narodowość       | Rezultat | Uwagi |
| ---- | ------------------- | ---------------- | -------- | ----- |
| 1    | Anne Smith          | Wielka Brytania  | 2:08,0   | Q     |
| 2    | Antje Gleichfeld    | Niemcy           | 2:08.2   | Q     |
| 3    | Laine Erik          | ZSRR             | 2:08.3   | Q     |
| 4    | Gizela Farkaš       | Jugosławia       | 2:08,7   | Q     |
| 5    | Jannie van Eyck-Vos | Holandia         | 2:09,1   | Q     |
| 6    | Olga Kazi           | Węgry            | 2:12,1   | q     |
| 7    | Masako Kisaki       | Japonia          | 2:18,6   |       |
| 8    | Han Myeong-hui      | Korea Południowa | 2:22,7   |       |

### Półfinały
Rozegrano dwa biegi półfinałowe. Do finału awansowały po cztery najlepsze zawodniczki z każdego biegu.

#### Bieg 1
| Poz. | Zawodniczka         | Narodowość      | Rezultat | Uwagi |
| ---- | ------------------- | --------------- | -------- | ----- |
| 1    | Maryvonne Dupureur  | Francja         | 2:04,1   | Q     |
| 2    | Antje Gleichfeld    | Niemcy          | 2:04,6   | Q     |
| 3    | Laine Erik          | ZSRR            | 2:04,7   | Q     |
| 4    | Anne Smith          | Wielka Brytania | 2:04,8   | Q     |
| 5    | Wiera Muchanowa     | ZSRR            | 2:04,8   |       |
| 6    | Jannie van Eyck-Vos | Holandia        | 2:05,7   |       |
| 7    | Mary Hodson         | Wielka Brytania | 2:07,1   |       |
| 8    | Olga Kazi           | Węgry           | 2:10,2   |       |

#### Bieg 2
| Poz. | Zawodniczka        | Narodowość      | Rezultat | Uwagi |
| ---- | ------------------ | --------------- | -------- | ----- |
| 1    | Marise Chamberlain | Nowa Zelandia   | 2:04,6   | Q     |
| 2    | Zsuzsa Szabó       | Węgry           | 2:05,1   | Q     |
| 3    | Ann Packer         | Wielka Brytania | 2:06,0   | Q     |
| 4    | Gerda Kraan        | Holandia        | 2:06,2   | Q     |
| 5    | Anita Wörner       | Niemcy          | 2:07,1   |       |
| 6    | Zoja Skobcowa      | ZSRR            | 2:07,4   |       |
| 7    | Gizela Farkaš      | Jugosławia      | 2:09,9   |       |
| 8    | Maeve Kyle         | Irlandia        | 2:12,9   |       |

### Finał

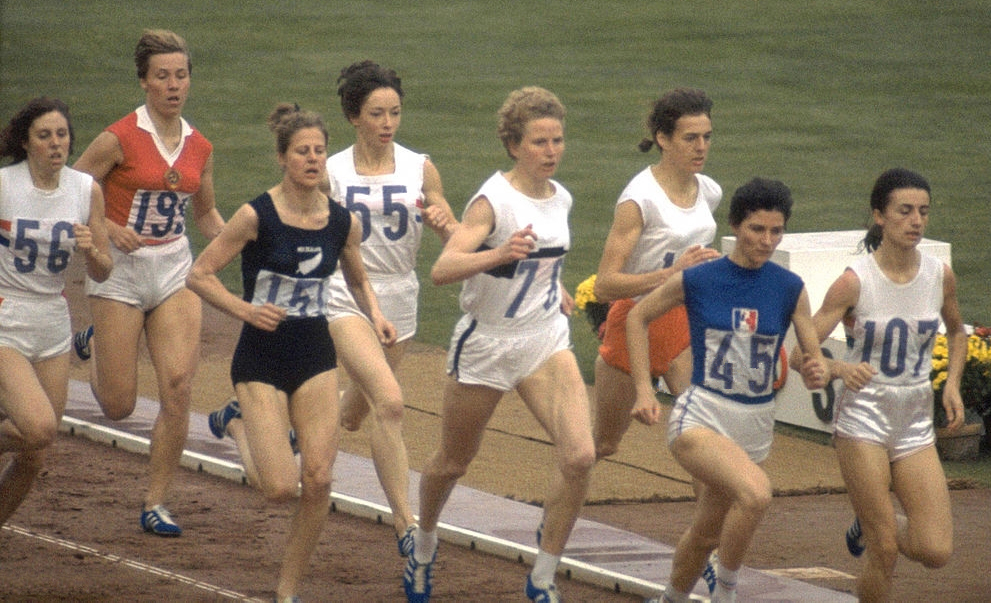
Bieg finałowy. Od lewej: Smith, Erik, Chamberlain, Packer, Gleichfeld, Kraan, Dupureur, Szabó

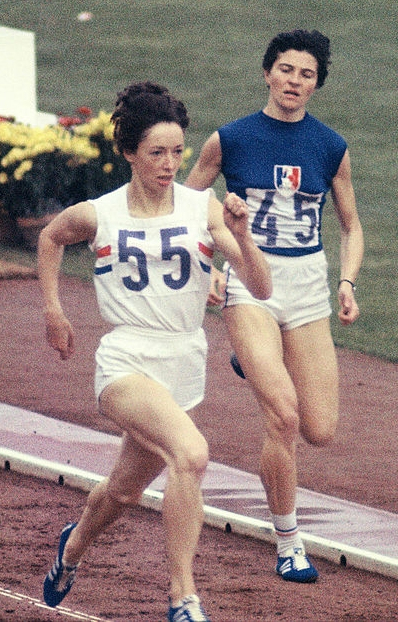
Finisz biegu. Ann Packer wyprzedza Maryvonne Dupureus

| Poz. | Zawodniczka        | Narodowość      | Rezultat | Uwagi |
| ---- | ------------------ | --------------- | -------- | ----- |
| 1    | Ann Packer         | Wielka Brytania | 2:01,1   | [ 1 ] |
| 2    | Maryvonne Dupureur | Francja         | 2:01.9   | [ 3 ] |
| 3    | Marise Chamberlain | Nowa Zelandia   | 2:02,8   |       |
| 4    | Zsuzsa Szabó       | Węgry           | 2:03,5   | [ 4 ] |
| 5    | Antje Gleichfeld   | Niemcy          | 2:03,9   | [ 3 ] |
| 6    | Laine Erik         | ZSRR            | 2:05,1   |       |
| 7    | Gerda Kraan        | Holandia        | 2:05,8   |       |
| 8    | Anne Smith         | Wielka Brytania | 2:05,8   |       |